# Logan Sargeant
Logan Hunter Sargeant (n. 31 decembrie 2000, Fort Lauderdale, Florida, SUA) este un pilot de curse auto american care a concurat ultima oară în Campionatul Mondial de Formula 1 din 2024 pentru Williams.
Născut și crescut în Fort Lauderdale, Florida, Sargeant este nepotul magnatului de afaceri miliardar Harry Sargeant III și fratele mai mic al pilotului de stock car Dalton. După o carieră de succes în carting - care a culminat cu victoria sa în Campionatul Mondial de Carting direct-drive pentru juniori în 2015 - Sargeant a trecut la formule de juniori. Obținând clasări în primele trei locuri în F4 EAU și Campionatele britanice F4, Sargeant a progresat la Formula 3 FIA în 2019, terminând al treilea în sezonul următor cu Prema. El a trecut apoi la Formula 2 FIA în 2022, terminând al patrulea în sezonul său de debut complet cu Carlin.
Membru al Academiei de piloți Williams din 2021, Sargeant a semnat pentru Williams în 2023, debutând în Formula 1 la Marele Premiu al Bahrainului și obținând singurul său punct în campionat la Marele Premiu al Statelor Unite. În ciuda faptului că și-a păstrat locul pentru sezonul din 2024, Sargeant a fost înlocuit de Franco Colapinto după Marele Premiu al Țărilor de Jos, în urma mai multor accidente foarte mediatizate. După plecarea sa, Sargeant a trecut la cursele de mașini sport, alăturându-se echipei IDEC Sport în Seria europeană Le Mans.

## Parcursul în Formula 1
| Legendă      | Legendă                                                |
| Culoare      | Rezultat                                               |
| ------------ | ------------------------------------------------------ |
| Auriu        | Câștigător                                             |
| Argintiu     | Locul 2                                                |
| Bronz        | Locul 3                                                |
| Verde        | Alte locuri care punctează                             |
| Albastru     | Alte locuri                                            |
| Albastru     | Nu s-a clasat, dar a terminat cursa (NC)               |
| Purpuriu     | A abandonat cursa (Ab)                                 |
| Negru        | Descalificat (DSC)                                     |
| Alb          | Nu a luat startul (NS)                                 |
| Roșu         | Nu s-a calificat (NSC)                                 |
| Fără culoare | Retras înainte de calificări (Ret)                     |
| Fără culoare | Exclus (EX)                                            |
| Fără culoare | Nu a participat (celulă goală)                         |
| Adnotare     | Însemnătate                                            |
| P            | Pole position                                          |
| R            | Cel mai rapid tur                                      |
| 1            | Poziția finală în cursa sprint                         |
| *            | Nu a terminat, dar a parcurs mai mult de 90% din cursă |

| Sezon | Echipă   | Șasiu | Motor                   | 1      | 2      | 3       | 4      | 5      | 6      | 7      | 8      | 9      | 10     | 11      | 12     | 13     | 14     | 15     | 16     | 17     | 18     | 19      | 20     | 21     | 22     | 23  | 24  | Poz. | Puncte |
| ----- | -------- | ----- | ----------------------- | ------ | ------ | ------- | ------ | ------ | ------ | ------ | ------ | ------ | ------ | ------- | ------ | ------ | ------ | ------ | ------ | ------ | ------ | ------- | ------ | ------ | ------ | --- | --- | ---- | ------ |
| 2023  | Williams | FW45  | Mercedes-AMG F1 M14 V6t | BHR 12 | SAU 16 | AUS 16* | AZE 16 | MIA 20 | MCO 18 | ESP 20 | CAN Ab | AUT 13 | GBR 11 | HUN 18* | BEL 17 | NLD Ab | ITA 13 | SGP 14 | JPN Ab | QAT Ab | USA 10 | CMX 16* | SAP 11 | LVG 16 | ABU 16 | N/A | N/A | 21   | 1      |
| 2024  | Williams | FW46  | Mercedes-AMG F1 M15 V6t | BHR 20 | SAU 15 | AUS Ret | JPN 17 | CHN 17 | MIA Ab | EMR 17 | MCO 15 | CAN Ab | ESP 20 | AUT 19  | GBR 11 | HUN 17 | BEL 17 | NLD 16 | ITA    | AZE    | SGP    | USA     | CMX    | SAP    | LVG    | QAT | ABU | 23   | 0      |

## Legături externe
- Materiale media legate de Logan Sargeant la Wikimedia Commons
- Logan Sargeant sumarul carierei pe DriverDB.com